# Partido Comunista del Pueblo Iluminado
El Partido Comunista del Pueblo Iluminado (暁民共産党 Gyōmin Kyōsantō?) fue un partido político en Japón. El partido, que pidió una revolución inmediata en Japón, no es reconocido por el actual Partido Comunista de Japón como su predecesor. Sin embargo, varios exmiembros del partido participaron en la fundación del Partido Comunista de Japón en 1922.

## Fundación
Fue fundado por Kondō Eizō el 20 de agosto de 1921 (Kondo había sido liberado de la cárcel en julio del mismo año). El grupo fundador del partido estaba formado por intelectuales radicales, muchos de ellos exalumnos de la Universidad de Waseda y miembros de la Sociedad de Personas Iluminadas. La reunión de fundación, celebrada en secreto, adoptó una plataforma y una constitución del partido. Se eligió un comité ejecutivo (con Kondo como presidente), así como otros cuatro comités (Comité de Finanzas, dirigido por Nakasone Genwa; Comité de Investigación, dirigido por Hirata Shinsaku; Comité de Publicaciones, dirigido por Takase Kiyoshi; Comité de Propaganda, dirigido por Takatsu Seido).
Según Smith, la identidad real del partido no está clara. Los testimonios de Kondo declararon que la organización se llamaba a sí misma "Partido Comunista", pero los testimonios de Takase ofrecen una visión ligeramente diferente. Según Takase, el nombre de la organización era "Grupo Comunista Gyōmin" y era más una asociación informal que un partido estructurado. Sin embargo, los folletos distribuidos por la organización fueron firmados "Sede del Partido Comunista".

## Propaganda
Menos de un mes después de la reunión de fundación, la fiesta comenzó a distribuir propaganda en Tokio, Osaka, Kobe y Kioto. A principios de octubre de 1921, el partido comenzó a distribuir carteles de propaganda. En noviembre, el partido distribuyó dos juegos de folletos antimilitaristas y contra la guerra a los soldados, que se habían reunido en el área de Tokio para un ejercicio militar a gran escala.

## Enlaces internacionales
El partido buscó establecer vínculos con la Internacional Comunista. Antes de fundar el partido, Kondo tuvo la ambición de asistir al tercer congreso del propio Comintern (celebrado en el verano de 1921). Poco después de la fundación del partido, una estudiante de la Universidad de Waseda, Shigeta Yoshi, fue enviado a Shanghái con varios documentos del partido. El 25 de noviembre de 1921, Shigeta regresó a Japón, acompañado por un representante de la Internacional Europea.
Además, un representante de la Internacional Comunista se puso en contacto con el partido para visitar Japón con la solicitud de enviar un delegado al Congreso de los Pueblos del Lejano Oriente. El partido decidió enviar a Takase, jefe del Comité de Publicaciones. Takase fue una de las cuatro personas que representaban a Japón en el congreso.

## Represión
La propaganda del partido llamó la atención de las fuerzas policiales en una etapa temprana. El 12 de octubre de 1921, tuvo lugar la primera ola de arrestos de activistas del partido. Después de la acción antimilitarista en Tokio en noviembre, el estado tomó medidas enérgicas contra el partido. El 25 de noviembre de 1921, Kondo, Shigeta y el representante de la Internacional Comunista "B. Gray" fueron arrestados. En una semana, 40 activistas del partido fueron arrestados. Estos arrestos marcaron el final de la existencia del partido. B. Gray fue expulsado de Japón, y los fondos que había llevado con él fueron confiscados.